# Hans Moser
Hans Moser (n. 24 ianuarie 1937, Timișoara, Regatul României) este un fost jucător și antrenor german de handbal, născut în România.
În timpul carierei sale, Moser, care are o înălțime de 1,92 m, a jucat pe postul de centru. În anul 2000, organul oficial al Federației Internaționale de Handbal, World Handball Magazine, l-a ales pe Moser ca membru al echipei secolului, împreună cu printre alții Cornel Penu și Gheorghe Gruia.

## Biografie
Înainte de a se dedica handbalului a jucat polo pe apă și volei (unde a ajuns să fie invitat în cantonament cu echipa națională).
Moser a urmat cursurile unei școli profesionale la Timișoara între 1949-1952 și între 1952-1956 un liceu de construcții. La Timișoara a jucat la Constructorul și la Știința Timișoara. După ce a studiat timp de trei ani agronomia în orașul natal, a studiat educație fizică la Institutul de Cultură Fizică București (1960-1965). În București a jucat la clubul sportiv Dinamo al Ministerului Afacerilor Interne și a avansat până la gradul de locotenent major.
A participat la 4 Campionate mondiale de handbal: 1958, 1961, 1964, 1967. Devine campion mondial cu echipa României în 1961 (RFG). La Campionatul mondial de handbal din 1964 (Cehoslovacia) este unul din cei trei golgheteri ai turneului. În același an este numit „Handbalistul lumii”. În 1970, în legătură cu Campionatul mondial de handbal din Franța, Poșta Franceză scoate un timbru cu portretul lui Moser. A jucat 224 de meciuri cu echipa națională a României.
În 1968 i se dă voie să meargă cu un contract de 6 luni ca jucător-antrenor la clubul vest-german TV Milbertshofen. După expirarea contractului nu se mai întoarce în România. Soția și fiul, Richard, erau în vizită la el, așa că au rămas și ei în RFG. După terminarea carierei de jucător, antrenează diferite echipe de handbal din Germania, Elveția și Austria.
Din 1996 a început o serie de afaceri în România. În 2004 a fost anchetat pentru săvârșirea infracțiunilor de fals, uz de fals, înșelăciune și în 2008 a fost condamnat de către Judecătoria Sighetu Marmației la 1 an și 6 luni închisoare, cu suspendarea condiționată a executării pedepsei, pe un termen de încercare de 3 ani și jumătate.

## Distincții
- Ordinul „Meritul Sportiv” clasa a II-a (8 mai 1968) „pentru contribuția deosebită adusă la dezvoltarea mișcării de cultură fizică și sport și pentru merite deosebite în activitatea sportivă de performanță, cu prilejul împlinirii a 20 de ani de la înființarea Clubului sportiv «Dinamo»-București al Ministerului Afacerilor Interne”[4]
- Ordinul „Meritul Sportiv” clasa a II-a cu baretă (2009)[8]